# Maniola halicarnassus
Maniola halicarnassus (лат.) — бабочка из семейства бархатниц.

## Описание

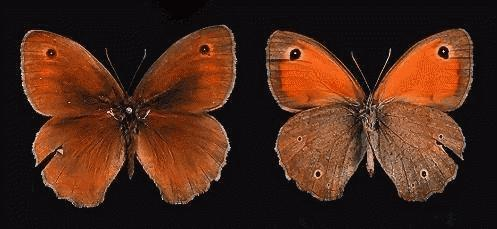
Самка

Самцы отличаются от самок окраской (половой диморфизм). У самцов окраска основного фона крыльев почти одноцветная тёмно-коричневая. У основания верхних крыльев расположено более тёмное пятно, имеется весьма широкая перевязь оранжевого цвета. При вершине переднего крыла имеется чёрное пятно-глазок. У самок окраска верхней стороны крыльев также тёмно-коричневая, на верхних крыльях оранжевые пятна менее выраженные. У них также имеется пятно-глазок на вершине переднего крыла, но оно значительно крупнее, чем у самцов. Нижняя сторона крыльев окрашена сходна у обоих полов, но имеются свои различия. Так, у самцов по задним крыльям проходит бледная широкая перевязь, глазки на нижней стороне отсутствуют. У самки светлая перевязь отсутствует, зато имеются чёрные глазки на заднем крыле. Усики с постепенно утолщающейся булавой. В основании передних крыльев вздутыми являются две жилки. Копулятивный аппарат самцов отличается наличием жюльеновского органа — модифицированного VIII тергита брюшка с модифицированными чешуйками на заднем крае.

## Ареал
Известно обитание только на острове Нисироса (Греция) и прилегающем побережьи Турции (Западная Анатолия — Мугла). Типовая местность: Бодрум, провинция Мугла (Турция). . Бабочки встречаются в открытых, сухих ландшафтах с ксерофитной растительностью, зарослями кустарников, а также на пастбищах, на высотах от 50 от 100 метров над уровнем моря.

## Биология
Развивается в одном поколении за год. Время лёта бабочек длится с мая по сентябрь, в зависимости от географического расположения места обитания.